# Oconomowoc
Oconomowoc is een plaats (city) in de Amerikaanse staat Wisconsin, en valt bestuurlijk gezien onder Waukesha County.

## Demografie
Bij de volkstelling in 2000 werd het aantal inwoners vastgesteld op 12.382. In 2006 is het aantal inwoners door het United States Census Bureau geschat op 14.167, een stijging van 1785 (14,4%).

## Geografie
Volgens het United States Census Bureau beslaat de plaats een oppervlakte van 18,7 km², waarvan 17,4 km² land en 1,3 km² water.

## Plaatsen in de nabije omgeving
De onderstaande figuur toont nabijgelegen plaatsen in een straal van 8 km rond Oconomowoc.